# World Series 1988
Le World Series 1988 sono state la 85ª edizione della serie di finale della Major League Baseball al meglio delle sette partite tra i campioni della National League (NL) 1988, i Los Angeles Dodgers, e quelli della American League (AL), gli Oakland Athletics. A vincere il loro sesto titolo furono i Dodgers per quattro gare a una.
I Dodgers batterono i favoriti Athletics in una serie ricordata per il fuoricampo del sorpasso di Kirk Gibson dei Dodgers in gara 1 dopo che questi era entrato come sostituto battitore. Gibson riusciva malapena a camminare a causa degli infortuni subiti nelle National League Championship Series e batté tale home run su lancio del closer membro della Hall of Fame Dennis Eckersley.
Anche se il fuoricampo di Gibson divenne un momento iconico delle World Series, ad essere premiato come MVP fu Orel Hershiser che concluse una stagione dominante in cui aveva stabilito il record assoluto di inning consecutivi senza subire punti (59). guidando la lega con 23 vittorie in 267 inning, vincendo il Cy Young e il Guanto d'oro. Nelle World Series lanciò in gara 2 senza subire punti e nella decisiva quinta partita disputò una gara completa subendo 2 punti. Per i Dodgers, questa rimase l'ultima apparizione in finale fino al 2017.

## Sommario
Los Angeles ha vinto la serie, 4-1.
| Game | Data       | Risultato                                      | Stadio             | Tempo | Pubblico |
| ---- | ---------- | ---------------------------------------------- | ------------------ | ----- | -------- |
| 1    | 15 ottobre | Oakland Athletics – 4, Los Angeles Dodgers – 5 | Dodger Stadium     | 3:04  | 55.983   |
| 2    | 16 ottobre | Oakland Athletics – 0, Los Angeles Dodgers – 6 | Dodger Stadium     | 2:30  | 56.051   |
| 3    | 18 ottobre | Los Angeles Dodgers – 1, Oakland Athletics – 2 | O. County Coliseum | 3:21  | 49.316   |
| 4    | 19 ottobre | Los Angeles Dodgers – 4, Oakland Athletics – 3 | O. County Coliseum | 3:05  | 49.317   |
| 5    | 20 ottobre | Los Angeles Dodgers – 5, Oakland Athletics – 2 | O. County Coliseum | 2:51  | 49.317   |

## Hall of Famer coinvolti
- Umpire: Doug Harvey
- Dodgers: Tommy Lasorda (manager)
- Athletics: Tony La Russa (manager), Dennis Eckersley